# Frances Wayne
Frances Wayne, eigentlich Chiarina Francesca Bertocci (* 26. August 1919 oder 1924 in Boston, Massachusetts; † 6. Februar 1978 ebenda) war eine US-amerikanische Jazz-Sängerin.
Wayne begann ihre Karriere in New York als Sängerin einer Band des Saxophonisten Nick Jerret und arbeitete kurz danach mit Charlie Barnet, mit dem sie 1942 ein Album aufnahm. 1943 wurde sie Mitglied von Woody Hermans Band und heiratete den Trompeter und Arrangeur Neal Hefti. 1946 verließen beide Herman und gingen nach Kalifornien, wo Hefti eine eigene Band gründete.
In den Folgejahren arbeitete Wayne als Sängerin mit Heftis Band, daneben auch mit Hank Jones, Milt Hinton, Jerome Richardson, Richie Kamuca, Al Cohn, John LaPorta, Billy Bauer und anderen. In jüngerer Zeit wurde Wayne wiederentdeckt: 2000 erschien das Album The Warm Sound of Frances Wayne/The Jack Wilson Quartet, 2006 Mr. and Mrs. Music mit dem Neal Hefti Orchestra.

## Diskografie
- Frances Wayne, 1954
- Songs for My Man mit dem Neal Hefti Orchestra, 1956
- The Warm Sound of Frances Wayne, 1957